# Bezzia niphatoda
Bezzia niphatoda är en tvåvingeart som beskrevs av Yu 2000. Bezzia niphatoda ingår i släktet Bezzia och familjen svidknott. Inga underarter finns listade i Catalogue of Life.